# 안상미
안상미(安尙美, 1979년 11월 12일~)는 대한민국의 은퇴한 쇼트트랙 선수이다.
대구 출신으로 어릴 때부터 두각을 나타내었고, 국가대표로 선발되었다. 정화여자고등학교 3학년 때, 일본 나가노에서 열린 1998년 동계 올림픽에 출전하여, 전이경, 원혜경, 김윤미와 함께 3000m 계주에서 금메달을 획득했다. 강원도에서 열린 1999년 동계 아시안 게임 3000m 계주에서 금메달을 획득했다. 2000년 영국 셰필드에서 열린 세계 쇼트트랙 선수권 대회에서 종합 2위에 올랐다. 폴란드 자코파네에서 열린 2001년 동계 유니버시아드 3000m와 3000m 계주에서 금메달을 획득했다. 2001년 동계 유니버시아드까지 국가대표로 활동했다. 계명대학교를 졸업하고, 강릉시청에서 실업 선수로 활동하였다. 은퇴한 후, 대구광역시 체육회 총무과에서 근무하다가, 결혼 후 서울로 이주했다. 2003년부터 잠깐잠깐씩 해설을 맡아 오다가 2010년부터 본격적으로 해설위원 활동을 시작했다. SBS를 통해 쇼트트랙 해설위원으로 데뷔했으며, 2010년 캐나다 밴쿠버 동계 올림픽에서는 SBS ESPN 쇼트트랙 해설위원으로 활동하며, 온라인 시민기자도 겸했다. 2014년 러시아 소치 동계 올림픽에서도 SBS 쇼트트랙 해설위원으로 활동했다.

## 학력
- 1998년 정화여자고등학교 졸업
- 2002년 계명대학교 체육학과 학사
- 2004년 계명대학교 교육대학원 체육교육 석사

## 출연

### 드라마
- 2022년 tvN 멘탈코치 제갈길 (특별출연)